# هم‌گناه
هم‌گناه سریال نمایش خانگی ایرانی در ژانر درام خانوادگی به کارگردانی و تهیه‌کنندگی مصطفی کیایی است که برای پخش در شبکه نمایش خانگی تولید شد.این اثر در دو فصل ۱۲ قسمتی تولید شد. هم‌گناه نخستین تجربهٔ مصطفی کیایی برای حضور در شبکه نمایش خانگی است. به‌طور مشترک توزیع‌کنندهٔ این اثر دو پلتفرم نماوا و فیلیمو بودند.

## خلاصهٔ داستان
داستان سریال راجع به خانواده‌ای قدیمی در تهران به نام صبوری است که سال‌ها است در کار پرورش گل‌های زینتی هستند. خانوادهٔ صبوری متشکل از سه برادر (مسعود رایگان)، (پرویز پرستویی)، (مهدی پاکدل) و یک خواهر (رؤیا تیموریان) است. خانواده‌ای که همگی در این شرکت کار می‌کنند و شغل موروثی خانوادهٔ خود را دنبال می‌کنند، فقط پسر دوم، فریبرز (پرویز پرستویی) است که در حال حاضر ۵۸ سال سن دارد و افسر ادارهٔ آگاهی است و داستان زندگی خود را بی‌تأثیر از خانوادهٔ خود نوشته است. فریبرز در جوانی تصمیم می‌گیرد که پلیس شود و برای گذراندن دورهٔ آموزشی به شهرستانی می‌رود و دستش به گناهی آلوده است که خودش هم به دنبال حل این معما و کشف گناهش است.
خانوادهٔ صبوری همچنان در آرامش در خانه‌ای قدیمی با هم زندگی می‌کنند، اما ورود جوانی به این خانواده زندگی همهٔ خانواده را دستخوش تغییراتی می‌کند که…

## بازیگران
| بازیگر          | نقش                        | توضیحات |
| --------------- | -------------------------- | --- |
| پرویز پرستویی   | فریبرز صبوری               | پلیس، همسر نسرین، پدر پیمان و پریا (نیکی)، برادر فرید و فریده و فرهاد، دایی آرمان و امین، عموی سارا و سیما، برادر شوهر مژگان و هدیه، همسر سابق لیلا، برادرزن سابق ایرج، شوهرخواهر سابق پرویز |
| هدیه تهرانی     | زیبا فخری‌پور               | راننده وانت شرکت، همسر آرمان، مادر میلاد، عروس ایرج و فریده، زن برادر امین، همسر سابق جواد                                                                                                   |
| محسن کیایی      | آرمان دربندی               | کارمند شرکت، همسر زیبا، پسر ایرج و فریده، برادر امین، خواهرزادهٔ فریبرز و فرید و فرهاد، پسرعمهٔ پیمان و پریا (نیکی) و سارا و سیما                                                              |
| هنگامه قاضیانی  | لیلا کوهی                  | مادر پیمان و پریا (نیکی)، خواهر پرویز، عمهٔ امیر، همسر سابق فریبرز، زن برادر سابق فرید و فریده و فرهاد                                                                                        |
| حبیب رضایی      | پرویز کوهی                 | خلافکار، پدر امیر، برادر لیلا، دایی پیمان و پریا (نیکی)، برادرزن سابق فریبرز |
| مهدی پاکدل      | فرهاد صبوری                | همسر هدیه، برادر فریبرز و فرید و فریده، دایی آرمان و امین، عموی پیمان و پریا (نیکی) و سارا و سیما، داماد رحمان و صغری، شوهرخواهر حمید                                                        |
| پدرام شریفی     | پیمان صبوری                | پسر فریبرز و لیلا، برادر پریا (نیکی)، خواهرزادهٔ پرویز، برادرزادهٔ فرید و فریده و فرهاد، پسرعمهٔ امیر، پسر دایی آرمان و امین، پسر عموی سارا و سیما، نامزد سارا                                  |
| مسعود رایگان    | فرید صبوری                 | مدیر شرکت، همسر مژگان، پدر سارا و سیما، برادر فریبرز و فریده و فرهاد، دایی آرمان و امین، عموی پیمان و پریا (نیکی)، برادر شوهر نسرین و هدیه، برادر زن سابق ایرج، برادر شوهر سابق لیلا         |
| رویا تیموریان   | فریده صبوری                | مادر آرمان و امین، خواهر فریبرز و فرید و فرهاد، عمهٔ پیمان و پریا (نیکی) و سارا و سیما، خواهر شوهر نسرین و مژگان و هدیه، خواهر زن سابق ایرج، خواهر شوهر سابق لیلا                             |
| افسانه چهره‌آزاد | نسرین                      | همسر فریبرز، زن برادر فرید و فریده و فرهاد، جاری مژگان و هدیه، زن دایی آرمان و امین، زن عموی سارا و سیما                                                                                     |
| شاهرخ فروتنیان  | ایرج دربندی                | مدیر رستوران، پدر آرمان و امین، دوست فرهاد، همسر سابق فریده، شوهر خواهر سابق فریبرز و فرید و فرهاد                                                                                           |
| افسانه ناصری    | مژگان                      | همسر فرید، مادر سیما، زن برادر فریبرز و فریده و فرهاد، جاری نسرین و هدیه، زن دایی آرمان و امین، زن عموی پیمان و پریا (نیکی)                                                                  |
| احسان کرمی      | امین دربندی                | خواننده، پسر ایرج و فریده، برادر آرمان، خواهرزادهٔ فریبرز و فرید و فرهاد، پسرعمهٔ پیمان و پریا (نیکی) و سارا و سیما، نامزد پریا (نیکی)                                                         |
| روشنگ گرامی     | پریا صبوری (نیکی سامروایی) | دختر فریبرز و لیلا، برادر زاده فرید و فریده و فرهاد، دختر عمه امیر، دختر دایی آرمان و امین، دختر عموی سارا و سیما، دوست الناز، نامزد امین                                                    |
| مارال بنی‌آدم    | سارا صبوری                 | کارمند شرکت، دختر فرید، خواهر ناتنی سیما، برادرزادهٔ فریبرز و فریده و فرهاد، دختر دایی آرمان و امین، دختر عموی پیمان و پریا (نیکی)، نامزد پیمان، نامزد سابق حامد                              |
| سوگل خلیق       | سیما صبوری                 | همسر سامان، دختر فرید و مژگان، خواهر ناتنی سارا، برادرزادهٔ فریبرز و فریده و فرهاد، دختر دایی آرمان و امین، دختر عموی پیمان و پریا (نیکی)                                                     |
| حسین امیدی      | سامان کامرانی              | همسر سیما، داماد فرید و مژگان، شوهر خواهر سارا، دوست آرمان |
| علی باقری       | رحمان خانلری               | همسر صغری، پدر افسانه، عموی هدیه و حمید، دوست سابق ایوب |
| فروغ قجابگلی    | صغری                       | همسر رحمان، مادر افسانه، زن عموی هدیه و حمید |
| ساقی حاجی‌پور    | هدیه خانلری                | خواهر حمید، برادرزادهٔ رحمان، دختر عموی افسانه |
| فرانک کلانتر    | افسانه خانلری              | دختر رحمان و صغری، دختر عموی هدیه و حمید |
| شیرین اسماعیلی  | لیدا                       | نامزد سابق فرهاد |
| علیرضا گیلوری   | میلاد                      | آدمکش |
| محمد موحدنیا    | علی                        | پلیس، دستیار فریبرز |
| محمدرسول صفری   | حامد باستانی               | پسر باستانی و منصوره، نامزد سابق سارا |
| مرتضی آقاحسینی  | جواد                       | پدر میلاد، همسر سابق زیبا |
| مرجان قمری      | شهلا شیوانی                | خلافکار |
| مرتضی زارع      | ایوب                       | خواستگار هدیه، دوست سابق رحمان |
| محمدمهدی احدی   | امیر کوهی                  | خلافکار، پسر پرویز، برادرزادهٔ لیلا، پسر دایی پیمان و پریا (نیکی) |
| آیتک جاویدنژاد  | الناز                      | دوست نیکی، رحم اجاره‌ای فریبرز و نسرین |
| آرش تاج تهرانی  | سامروایی                   | پدر فعلی پریا (نیکی) |
| سیمون سیمونیان  | باستانی                    | همسر منصوره |
| افسانه تهرانچی  | منصوره                     | همسر باستانی |
| ماهان نصیری     | حمید خانلری                | برادر هدیه، برادرزادهٔ رحمان، پسرعموی افسانه، برادرزن فرهاد |
| بهروز پرستویی   | فریبرز صبوری               | |
| روفیا محضری     | لیلا کوهی                  | |
| درنا مدنی       | فریده صبوری                | |

## حاشیه‌ها
اولین بار در قسمت اول این سریال، در اتاق پلیس از عکس درویشان زندانی به عنوان اشرار و خلافکار در وایت‌برد استفاده شده بود که با واکنش‌هایی همراه شد. بازخوردها نسبت به این انتخاب و توهین به درویشان بازداشتی اعتراضات گلستان هفتم خیلی زود باعث شد تا مصطفی کیایی، کارگردان این سریال از درویشان گنابادی عذرخواهی کند و بگوید که «این موضوع را اصلاح خواهد کرد» اما این موضوع بار دیگر در قسمت آخر سریال تکرار شد.
پوریا نوری، کارگردان و مستندساز که این موضوع را خبری کرد، در توییتی نوشت در پلانی از سریال هم‌گناه، بدون توجه به کرامت انسانی زندانیان عقیدتی، از تصاویر آدم‌هایی به عنوان «مجرم» و «جانی» استفاده شده که به خاطر عقایدشان کتک خورده، دستگیر شده و به زندان افتاده‌اند.
این بار محسن کیایی، بازیگر نقش آرمان ادعا کرد که «همهٔ تصاویر متهمان را تغییر داده‌اند و تصاویر استفاده شده خارجی هستند.» در حالی که لوگوی «ایران‌وایر» رسانهٔ منتشرکنندهٔ عکس درویشان بازداشتی نیز روی برخی از عکس‌ها دیده می‌شود.

## جوایز

### بیست‌ویکمین دورهٔ جشن حافظ
| قسمت                                   | نامزد                  | نتیجه    |
| -------------------------------------- | ---------------------- | -------- |
| بهترین مجموعه تلویزیونی                | مصطفی کیایی            | نامزدشده |
| بهترین کارگردانی تلویزیونی             | مصطفی کیایی            | نامزدشده |
| بهترین فیلمنامه تلویزیونی              | محسن کیایی و علی کوچکی | نامزدشده |
| بهترین بازیگر زن درام تلویزیونی        | هدیه تهرانی            | نامزدشده |
| بهترین بازیگر زن درام تلویزیونی        | ساقی حاجی‌پور           | نامزدشده |
| بهترین بازیگر زن درام تلویزیونی        | سوگل خلیق              | نامزدشده |
| بهترین خواننده تیتراژ مجموعه تلویزیونی | علیرضا قربانی          | برنده    |

## رکوردشکنی
به پایان رسیدن فصل نخست این سریال با ثبت رکورد ۲۰ میلیون دقیقه تماشا در روز اول انتشار همراه بود. گذشتن از مرز بیست میلیون دقیقه تماشا برای قسمت آخر یک سریال و در یک روز، برای اولین بار است که رقم می‌خورد و همگناه با روند روبه‌رشدی که در طول زمان انتشار داشته توانسته این رکورد را به نام خود ثبت کند.

## احتمال ساخت فصل سوم
محسن کیایی، نویسندهٔ این سریال در مورد اینکه آیا فصل سومی در کار خواهد بود گفته؛ قصه‌های سریال هم‌گناه در فصل دوم به پایان می‌رسد و شخصیت‌ها به سرانجامی مشخص می‌رسند اما از آنجا که موضوعات مطرح شده در این سریال گسترده است و پتانسیل بسط دادن اتفاقات یا شکل‌گیری اتفاقات جدید در آن وجود دارد ممکن است در صورت استقبال بیشتر و صلاح‌دید تیم تولید فصل سوم هم‌گناه نیز ساخته می‌شود.

## سانسور
محسن کیایی راجع به سانسور سریال گفت: در شبکهٔ نمایش خانگی نیز شاهد سانسور و ممیزی هستیم اما قطعاً میزان این سانسور در قیاس با تلویزیون بسیار کمتر است. در بخش‌هایی از این سریال ممیزی‌هایی اتفاق افتاد اما این ممیزی‌ها آسیب چندانی به کلیت اثر نزده و تقریباً هیچ مخاطبی متوجه سانسور در این سریال نخواهد شد.